# Tamoya ohboya
Espèce
Tamoya ohboya est une espèce de cubozoaires de la famille des Tamoyidae et formellement décrite en 2011. La Coalition on the Public Understanding of Science (en) a organisé un concours sur Internet dans le but de nommer cette nouvelle espèce. Il a été remporté par Lisa Peck, professeure de lycée en biologie marine,. Elle a expliqué sa victoire en disant : « Je parie que ‘Oh Boy’ (Dis donc !) est la première chose qu'un biologiste ou un profane dit à la vue de cette méduse ». En 2011, Tamoya ohboya était la première espèce du genre Tamoya à être découverte après plus de 100 ans. Elle fait partie de la liste annuelle des dix nouvelles espèces de premier plan dressée par l'International Institute for Species Exploration en 2012.
Cette espèce a été découverte dans les eaux des Antilles néerlandaises. Depuis 1989, il y a eu une cinquantaine d'observations confirmées de l'espèce, dont à peu près de 45 dans les eaux de Bonaire, et les autres, près des côtes du Mexique, de Sainte-Lucie, du Honduras et de Saint-Vincent. L'espèce la plus proche d'elle vit dans les eaux du Brésil et dans le Sud des États-Unis. Tamoya ohboya se caractérise par un estomac profond, la densité des cnidocystes et ses tentacules aux rayures dont la couleur varie du rouge orangé au marron foncé. Elle est difficile à capturer en raison de la rapidité de sa nage et de sa nature solitaire. Son écologie est relativement inconnue, mais il s'agirait d'un prédateur diurne se nourrissant de petits crustacés et poissons.
Comme les autres espèces de cubozoaires, Tamoya ohboya est très venimeuse. Depuis 1989, trois personnes ont déclaré avoir été piquées par elle, et cette piqûre leur a causé une douleur intense, des lésions cutanées et, dans l'un de ces cas, une hospitalisation.